# Eselhase
Der Eselhase, auch Kalifornischer Eselhase genannt (Lepus californicus) gehört zu den größten Arten der Echten Hasen in der Familie der Hasen (Leporidae). Er ist in den westlichen Vereinigten Staaten (im Norden bis Idaho, im Osten bis Kansas) und im nördlichen Mexiko verbreitet und lebt vor allem in trockenen Lebensräumen, in Halbwüsten, Steppen und Prärien.

## Merkmale
Mit 49 bis 55 Zentimetern Kopf-Rumpf-Länge und 1,5 bis 3,6 Kilogramm Körpergewicht zählt der Eselhase zu den größeren Vertretern der Echten Hasen. Dabei ist das Weibchen etwas größer als das Männchen, darüber hinaus existiert kein Geschlechtsdimorphismus. Der Schwanz hat eine Länge von 7,6 bis 11,2 Zentimeter. Ihren Namen haben die Tiere aufgrund der auffallend langen, eselartigen Ohren, die eine Länge von 10 bis 13 Zentimeter erreichen. Ihr Fell ist graubraun bis schwarz an der Oberseite und gräulich bis weißlich an der Unterseite. Sie haben einen arttypischen schwarzen Streifen am Rücken und einen schwarzen Schwanz. Die Beine sind sehr lang, die Hinterfußlänge beträgt 11,7 bis 13 Zentimeter.

## Verbreitung und Lebensraum

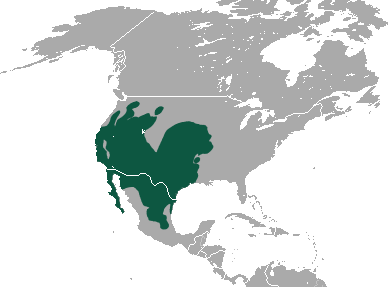
Verbreitungsgebiete des Eselhasen (ohne Einführungen)

Der Eselhase ist über ein weites Gebiet in den Trockengebieten der westlichen Vereinigten Staaten und im nördlichen Mexiko verbreitet. Dabei umfasst das Verbreitungsgebiet in den USA Teile der Bundesstaaten Texas, New Mexico, Arizona, Nevada, das östliche Colorado, Nebraska, Kansas, Oklahoma, das westliche Missouri, Utah mit Ausnahme des Nordostens, Teile Kaliforniens und Oregons, das südöstliche Washington, den Süden Idahos und eine isolierte Population in Montana sowie den äußersten Westen und Südosten von Wyoming. Zudem wurde er in die Staaten Massachusetts, Maryland, New Jersey, Virginia und den Süden Floridas eingeführt. In Mexiko kommt er in den Staaten Hidalgo, Querétaro, dem nördlichen Guanajuato, San Luis Potosi, dem östlichen Tamaulipas, Zacatecas, Aguascalientes, dem östlichen Durango, Chihuahua mit Ausnahme des Südwestens, dem äußersten Nordosten Jaliscos, Coahuila, Nuevo León, dem nördlichen Sonora und der gesamten Halbinsel Niederkalifornien vor.

## Lebensweise
Der Hase ist an trockene Lebensräume in Halbwüsten, Steppen und Prärien angepasst und kommt in Höhen bis zu 3.750 Metern vor. Er ist dämmerungs- und nachtaktiv und verbringt den Tag in flachen Erdmulden im Schatten von Büschen. Die Tiere sind Einzelgänger und schützen sich gegenüber Fressfeinden vor allem durch ihre Tarnung und Flucht, bei der sie hakenschlagend Geschwindigkeiten von 50 bis 60 km/h erreichen können. Sie sind zudem in der Lage, aus dem Stand bis zu sechs Meter weit zu springen.

### Ernährung

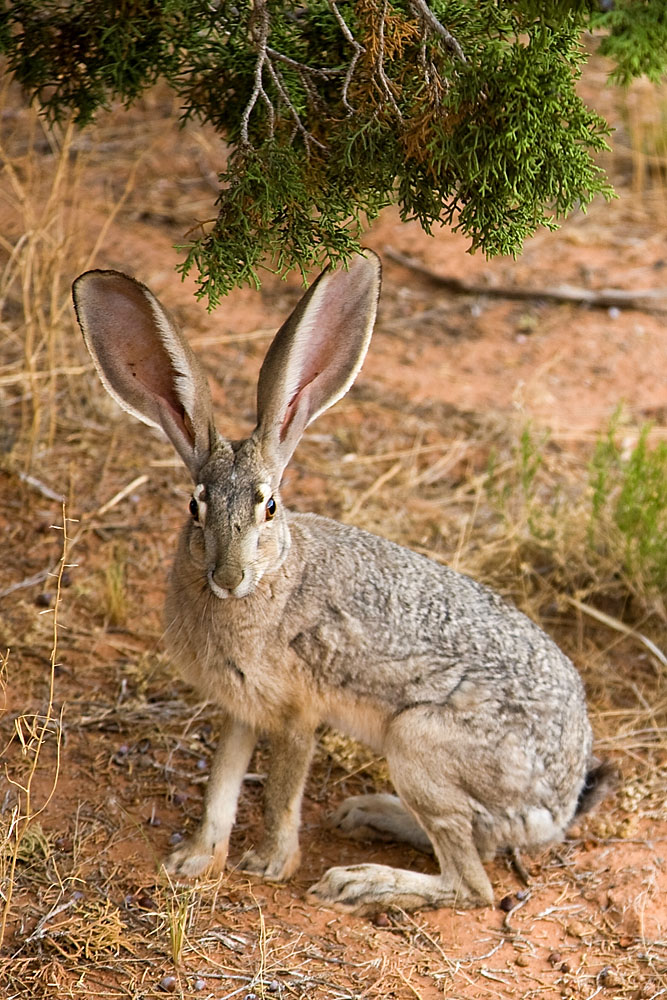
Eselhase in Utah

Die bevorzugte Nahrung des Eselhasen besteht aus Gräsern und grünen Pflanzenteilen, er nimmt aber auch Zweige und Rinden von Gehölzpflanzen und Kakteen zu sich. Dabei fressen die Tiere fast durchgängig und haben einen sehr großen Pflanzenbedarf pro Einzeltier. Der Flüssigkeitsbedarf ist sehr gering und die Tiere beziehen fast ihr gesamtes benötigtes Wasser aus der Nahrung.

### Fortpflanzung und Entwicklung
Die Paarungszeit unterscheidet sich regional und reicht vom Dezember bis zum September in Arizona und vom späten Januar bis August in Kalifornien und Kansas. Das Weibchen bringt nach einer Tragzeit von 41 bis 47 Tagen drei- bis viermal im Jahr ein bis sechs, meistens drei bis vier, Jungtiere zur Welt. Wie bei allen Echten Hasen sind diese Nestflüchter. Die Weibchen kümmern sich etwa drei bis vier Tage um den Nachwuchs und verlassen ihn danach.
In Gefangenschaft erreichen die Eselhasen ein Alter von fünf bis sechs Jahren, in der Wildnis sterben sie allerdings aufgrund von Krankheiten, des Räuberdrucks und anderer Gründe deutlich früher.

## Systematik
Der Eselhase wird als eigenständige Art der Gattung Echte Hasen (Lepus) und damit den Hasen (Leporidae) zugeordnet. Die wissenschaftliche Erstbeschreibung der Art erfolgte 1837 durch John Edward Gray als Lepus californica. Als Fundort und Terra typica gab er „St. Anoine“ an, später wurde vermutet, dass es sich beim Fundort um eine der Bergregionen nahe der ehemaligen Mission von San Antonio bei Jolon im küstennahen Monterey County in Kalifornien handelte.
Innerhalb der Art werden abhängig von der Bearbeitung mit der Nominatform sechs bis 17 Unterarten unterschieden. Nach Wilson & Reeder 2005 werden sechs Unterarten akzeptiert:
- Lepus californicus californicus: Nominatform.
- Lepus californicus deserticola
- Lepus californicus insularis
- Lepus californicus magdalenae
- Lepus californicus melanotis
- Lepus californicus texianus

Troy L. Best unterschied 1996 in seinem Artporträt der Reihe Mammalian Species 17 Unterarten.

## Bedrohung und Schutz
Die Art wird von der International Union for Conservation of Nature and Natural Resources (IUCN) aufgrund des relativ großen Verbreitungsgebietes und der Bestandsgröße als „nicht gefährdet“ (Least concern) eingeschätzt. Ein Rückgang des Bestandes und eine größere Bedrohung der Art sind nicht bekannt.

## Belege
1. 1 2  „Black-tailed jackrabbit.“ In: E.W. Jameson, Hans J. Peeters: Mammals of California. California Natural History Guides 66, University of California Press, Berkeley 2004. ISBN 978-0-52023-582-3.
2. 1 2 3 4 5 6 7  Troy L. Best: Lepus californicus. In: Mammalian Species. Band 530, 1996, S. 1–10.
3. ↑  Liz Ballenger: Lepus californicus im Animal Diversity Web der University of Michigan Museum of Zoology. Abgerufen: 3. Januar 2012.
4. 1 2 3  Lepus californicus in der Roten Liste gefährdeter Arten der IUCN 2011. Eingestellt von: Mexican Association for Conservation and Study of Lagomorphs (AMCELA), F.J. Romero Malpica, H. Rangel Cordero, 2008. Abgerufen am 3. Januar 2012.
5. ↑  Don E. Wilson & DeeAnn M. Reeder (Hrsg.): Lepus californicus in Mammal Species of the World. A Taxonomic and Geographic Reference (3rd ed).